# Будућност света
„Будућност света“ је југословенски ТВ филм из 1967. године. Режирала га је Мирјана Самарџић према сценарију Милована Данојлића.

## Улоге
| Глумац             | Улога             |
| ------------------ | ----------------- |
| Мија Алексић       | краљ              |
| Бранка Веселиновић | краљица           |
| Душан Антонијевић  | Министар полиције |
| Милутин Бутковић   |                   |
| Жика Миленковић    |                   |
| Никола Милић       |                   |
| Србољуб Милин      |                   |
| Стеван Миња        |                   |
| Бранко Петковић    |                   |
| Никола Симић       | дворска луда      |
| Милан Срдоч        |                   |